# Estação de Versalhes-Rive-Droite
A Estação de Versailles-Rive-Droite é uma estação ferroviária francesa terminal da linha de Paris-Saint-Lazare a Versailles-Rive-Droite, localizada no bairro Notre-Dame da comuna de Versalhes (departamento de Yvelines).
Aberta em 2 de agosto de 1839 pela Société anonyme du chemin de fer de Paris à Saint-Cloud et Versailles, agora é uma estação da Société nationale des chemins de fer français (SNCF) servida por trens na linha L do Transilien (rede Paris -Saint-Lazare). Está localizado a uma distância de 22,9 km da Gare de Paris-Saint-Lazare. Esta estação sem saída é uma das mais antigas da rede ferroviária francesa e mudou relativamente pouco desde a sua inauguração, mantendo a sua configuração e o seu edifício original de passageiros.
Deve o seu nome de « Rive-Droite » ao fato de estar localizada em uma linha estabelecida, partindo de Paris, na margem direita do Sena.

## Situação ferroviária

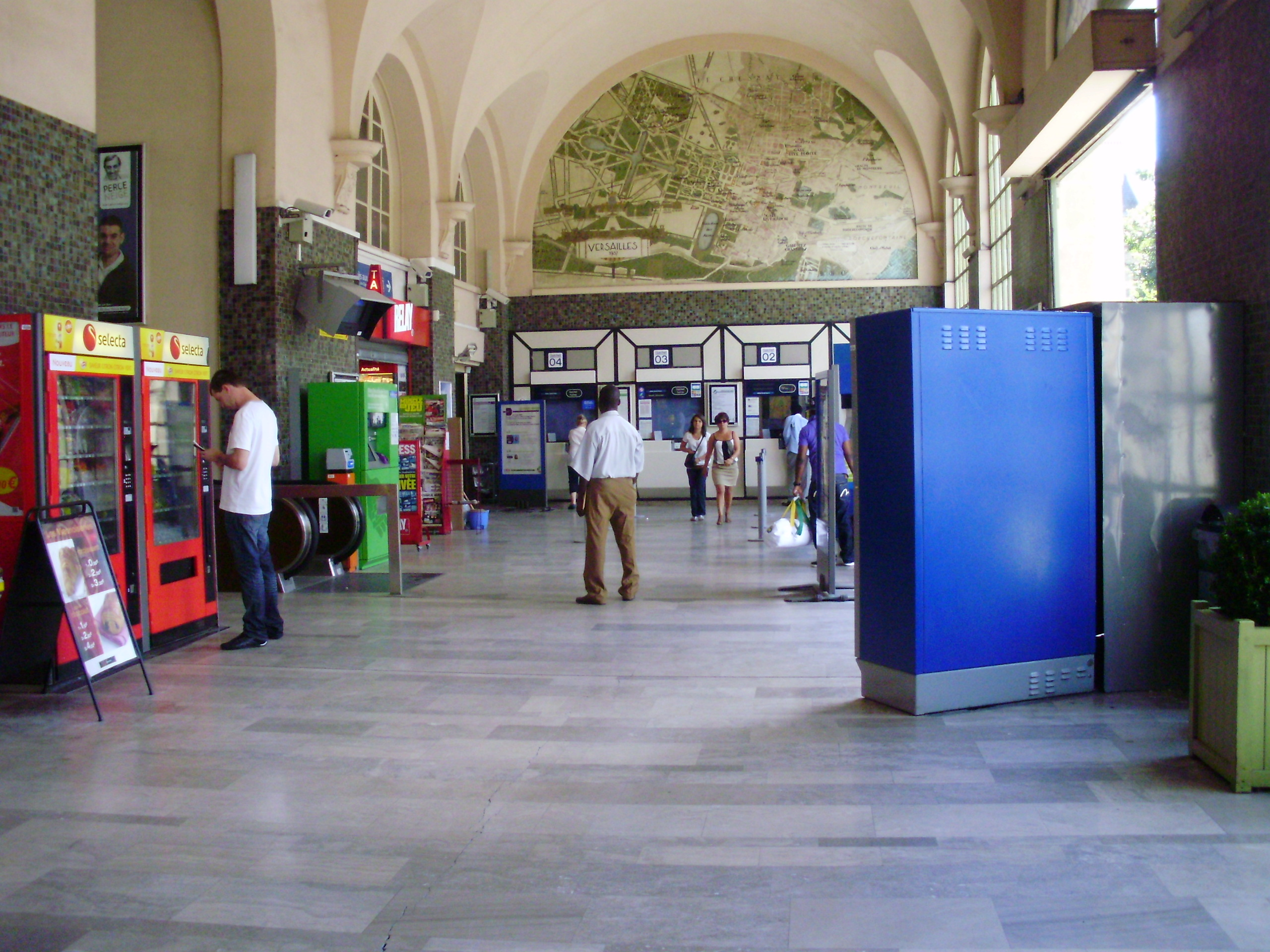
O hall da estação em 2010.

A estação de Versailles-Rive-Droite está localizada ao norte do centro de Versalhes, no distrito de Notre-Dame. Estabelecida a uma altitude de 126 m, ela está localizada no ponto quilométrico (PK) 22.890 da linha de Paris-Saint-Lazare a Versailles-Rive-Droite, da qual é o décimo quinto ponto de parada após a estação de Montreuil; é um dos terminais sem saída da linha.
É uma das cinco estações de Versalhes. Com seus oito trilhos de garagem (mais os dois trilhos da plataforma, um dos quais é usado à noite para estacionamento), serve como ponto de treinamento para os trens da linha L Sul.Conta-se 160 circulações por dia durante a semana para aproximadamente 200 movimentos diários (chegadas nas plataformas, garagens, outros tráfegos sem passageiros).

## História

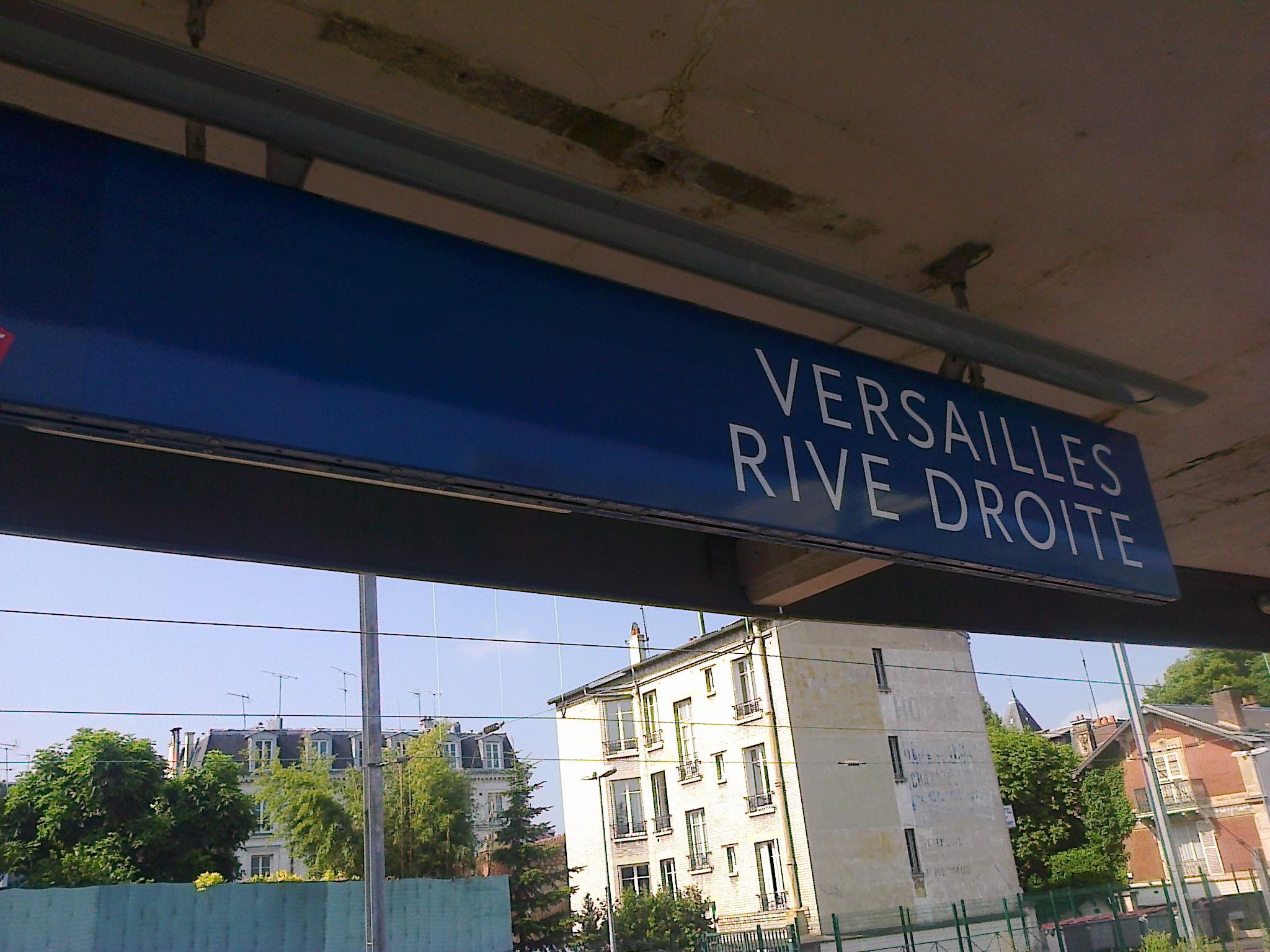
Sinal da estação em uma plataforma.

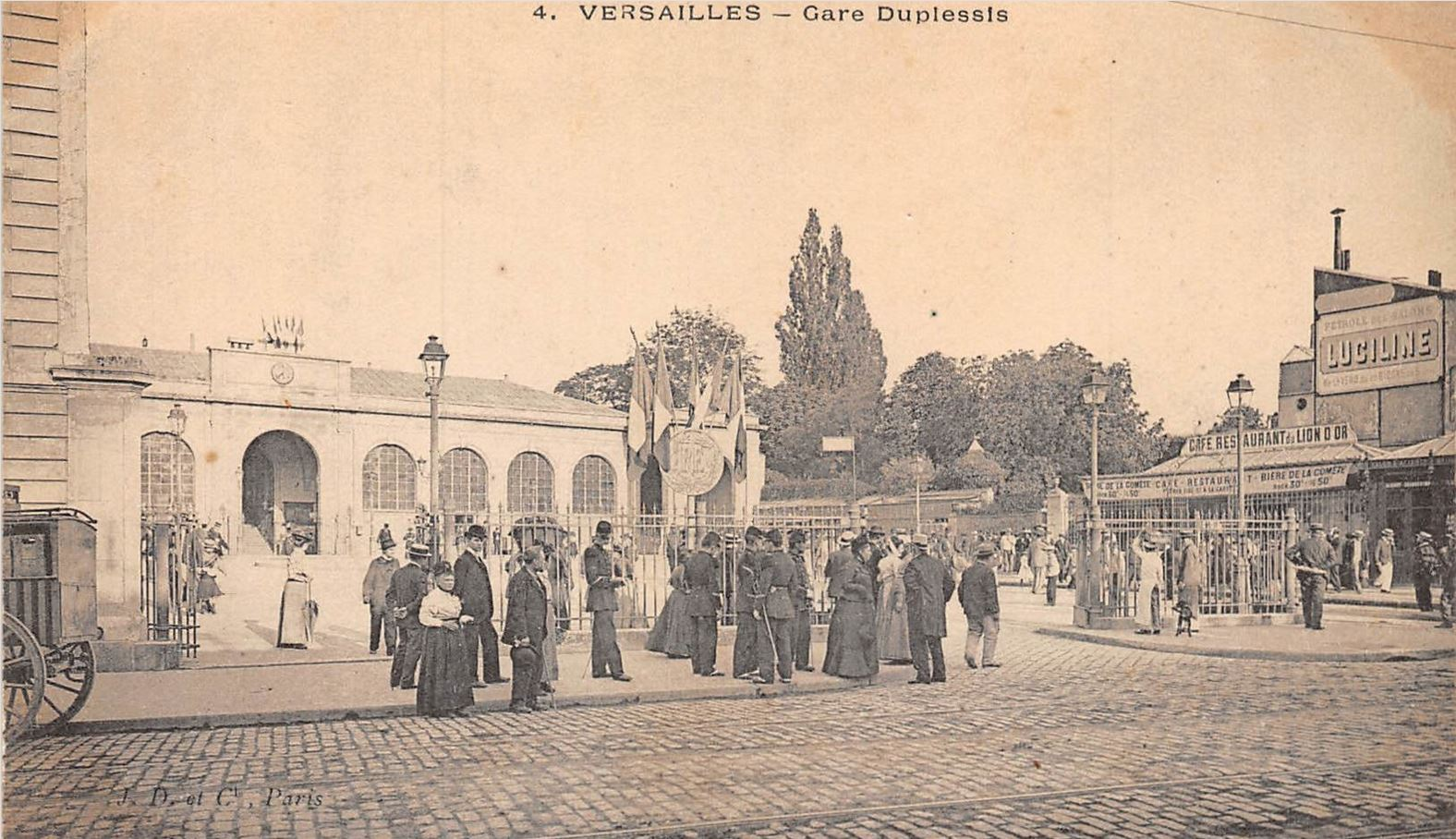
A estação de Versailles-Rive-Droite também chamada de estação Duplessis na época do nome da rua em que dava, no início do século XX.

Concedido a James de Rothschild, o projeto de uma linha férrea de Paris a Versalhes pela margem direita do Sena, estudado por engenheiros do Estado, inclui, até a estação de Asnières, um núcleo comum com a linha de Paris a Saint-Germain-en-Laye, inaugurado em 1837.
A Société anonyme du chemin de fer de Paris à Saint-Cloud et Versailles foi fundada por decreto real em 25 de agosto de 1837. O seu capital social era detido em 82 % pelos principais acionistas do Paris - Saint-Germain; Émile Pereire é nomeado diretor. A Companhia publica em 4 de maio de 1838 um projeto para a chegada da ferrovia a Versalhes. O edifício de passageiros está planejado próximo à igreja de Notre-Dame, no bairro de Geôle. Uma estação de carga será construída entre a rue de Provence e a rue de Picardie (avenue des Etats-Unis) com um edifício de máquinas circulares no final da estação. As instalações são feitas de terrapleno e também está prevista uma ponte de dezessete metros de largura para atravessar a rua Duplessis (rue du Maréchal-Foch), a largura necessária para quatro pistas e as plataformas adjacentes. Em 19 de maio de 1838, o conselho municipal, na sequência de deliberação, protestou contra estas disposições, considerando inestimáveis os ataques às áreas do Hospício e do Collège Royal. Recorda ainda que este projecto contraria os termos do despacho de 24 de maio de 1837, que « a chegada ao boulevard de la Reine, perto da rue Duplessis ».
A Companhia modificou seu projeto nesse sentido, e o terminal foi instalado no local atual. O pátio de carga está abandonado. O edifício de passageiros é constituído por um único edifício perpendicular às vias e nivelado com elas. Os trilhos são dispostos em dois feixes em um beco sem saída em torno de uma plataforma central. Eles são conectados entre si em suas extremidades por mesas giratórias para operar a rotação das locomotivas, o que permite substituí-los na cabeça dos trens. Após a chegada de um trem, a locomotiva é destacada, virada sobre a placa e unida pela via contígua à outra extremidade do trem, à qual se liga após uma manobra de saída no sentido inverso. Em 2 de agosto de 1839, os filhos do rei Luís Filipe inauguraram a nova linha.
Em 1852, algumas melhorias foram feitas na estação. Em 1889, a Compagnie des chemins de fer de l'Ouest apresentou um projeto para criar um depósito de dez máquinas, levando à realocação da estação de carga para liberar espaço para este depósito. As despesas ascendem a 640 000 francos. Em fevereiro de 1892, o Ministro das Obras Públicas concorda; a garagem foi construída ao longo da rampa de acesso à rue de Clagny. Ela incluía um edifício de cinco vias, separadas em dois grupos de duas e três vias; cada um é equipado com um fosso de vinte metros de comprimento, destinado a coletar as cinzas de fundo que caem das fornalhas das locomotivas. As instalações foram redesenhadas durante a eletrificação da linha, por terceiro trilho lateral e depois por catenária de 25 kV, respectivamente em 1927 e 1978.
A quantidade diária de tráfego era de 1 988 passageiros em 1841, depois subiu para 3 046 por dia em 1893, tornando-se a estação mais movimentada da linha nesses dois anos. Aumentou ligeiramente e atingiu 3 202 passageiros em 1938, 7 085 em 1973 e finalmente 8 500 passageiros por dia em 2003.
Em 2016, segundo estimativas da SNCF, o atendimento anual na estação foi de 4 932 979 passageiros, após 4 903 200 passageiros em 2015 e 4 882 667 passageiros em 2014.

## Serviços de passageiros

### Recepção

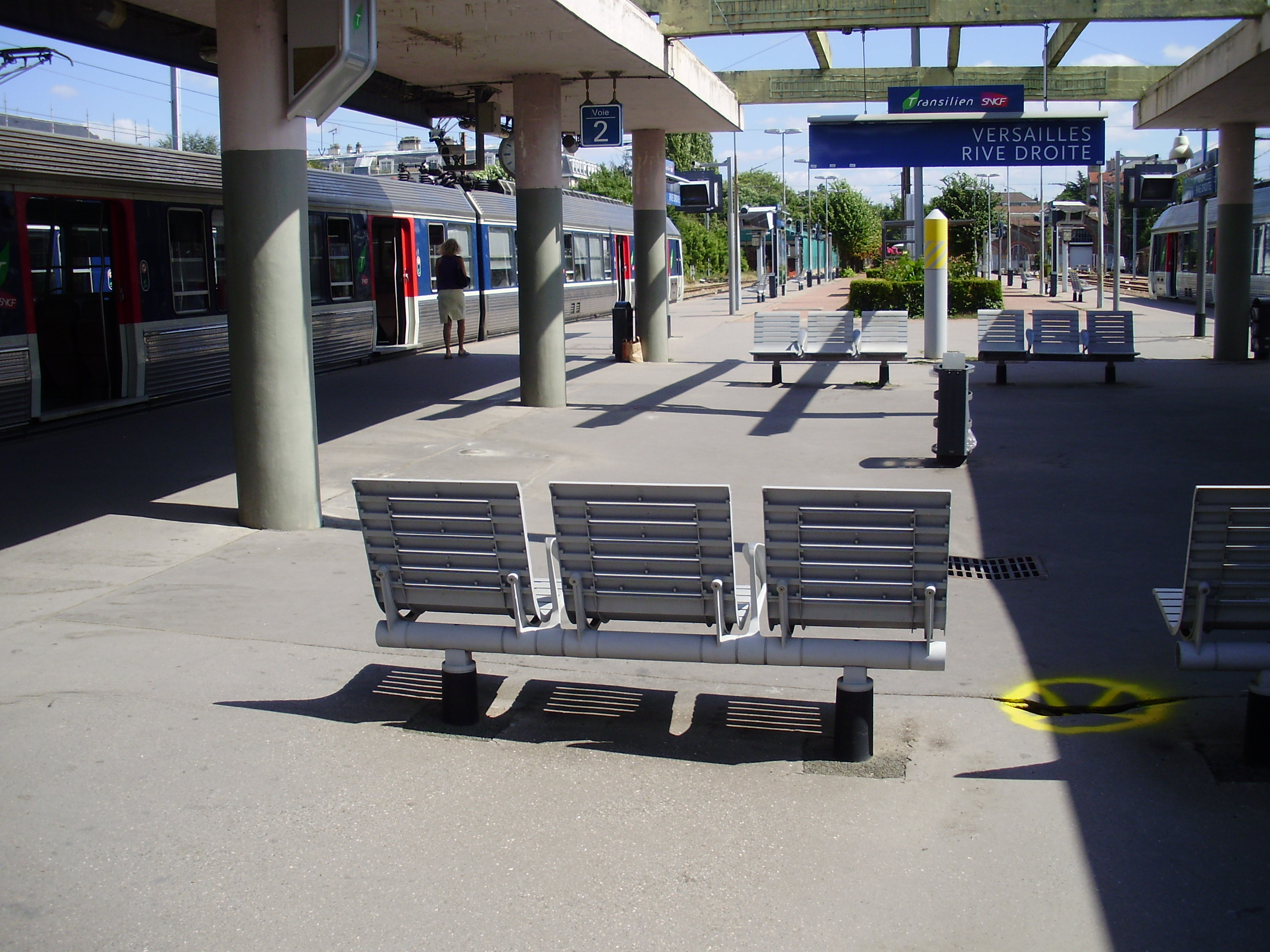
A área de espera entre os dois trilhos principais para Paris-Saint-Lazare.

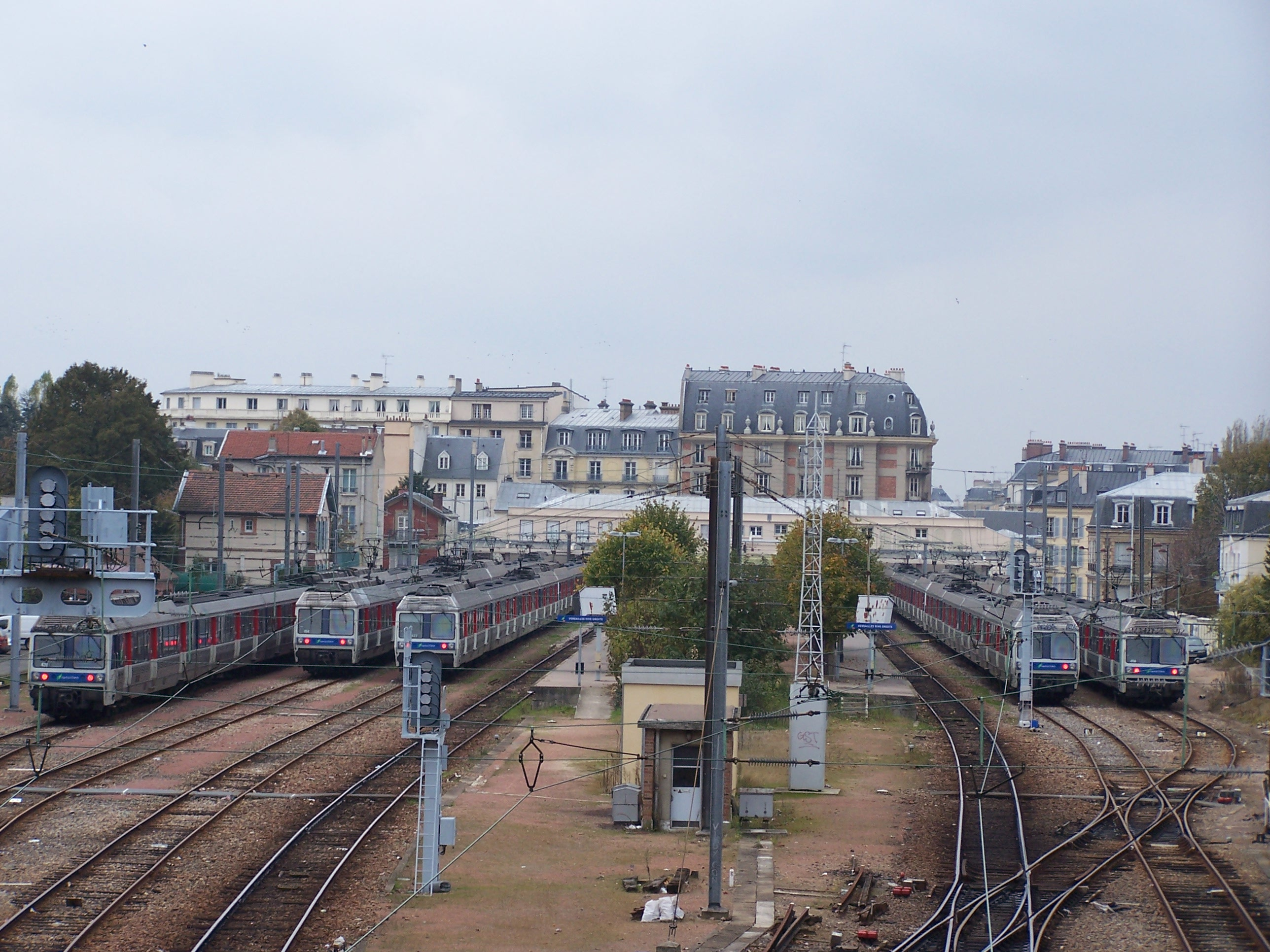
Os trilhos vistos da ponte da rue de Clagny.

Em 2020, um guichê Transilien foi aberto todos os dias das 7 h às 19 h p.m.19 h. É adaptado para pessoas com deficiência. As máquinas de bilhetes da Transilien e da linha principal também estão disponíveis e a estação vende passagens da linha principal de segunda a sábado, a partir das 8 h 30 .8 h 30 a 19 h. Uma loja de impressão Relay e uma loja de croissants estão presentes no hall, bem como uma máquina de venda automática de bebidas ou doces e uma cabine de fotografia automática.

### Ligação
A estação é servida por trens da linha L do Transilien (rede Paris-Saint-Lazare) da qual é o terminal de um dos ramais, à taxa (por sentido) de um trem a cada 15 minutos fora do horário de pico, quatro a oito trens por hora nos horários de pico (partindo pela manhã e chegando à noite) e um trem a cada trinta minutos à noite.
O tempo de viagem é, dependendo do trem, de 36 a 39 minutos da Gare de Paris-Saint-Lazare.

### Correspondências
A estação é servida por:
- linhas 1, 3, 4 e 5 da rede de ônibus Phébus;
- linhas 111, 111B e 111C da sociedade de transportes Hourtoule;
- linhas 17 e 17S do estabelecimento Transdev em Ecquevilly;
- linha 471 da rede de ônibus RATP;
- linha 109 da rede de ônibus Vélizy Vallées.

## Projeto
Está em estudo um corredor de ônibus, com o objetivo de ligar a ponte Colbert em Versalhes ao hospital Mignot em Le Chesnay, ao longo de um percurso de 7,5 quilômetros que atravessa os dois municípios e serve as três principais estações de Versalhes.